# Achille Locatelli
Achille Locatelli (Seregno, 15 marzo 1856 – Roma, 5 aprile 1935) è stato un cardinale e arcivescovo cattolico italiano.

## Biografia
Achille Locatelli è nato il 15 marzo 1856 a Seregno. È stato nominato Internunzio in Argentina da papa Pio  il 6 dicembre 1906.
È stato nominato cardinale da papa Pio XI nel concistoro dell'11 dicembre 1922.
È deceduto il 5 aprile 1935 a Roma, all'età di 79 anni.
Il suo sepolcreto si trova nella basilica collegiata di San Giuseppe di Seregno.

## Genealogia episcopale e successione apostolica
La genealogia episcopale è:
- Cardinale Scipione Rebiba
- Cardinale Giulio Antonio Santori
- Cardinale Girolamo Bernerio, O.P.
- Arcivescovo Galeazzo Sanvitale
- Cardinale Ludovico Ludovisi
- Cardinale Luigi Caetani
- Cardinale Ulderico Carpegna
- Cardinale Paluzzo Paluzzi Altieri degli Albertoni
- Papa Benedetto XIII
- Papa Benedetto XIV
- Papa Clemente XIII
- Cardinale Bernardino Giraud
- Cardinale Alessandro Mattei
- Cardinale Pietro Francesco Galleffi
- Cardinale Giacomo Filippo Fransoni
- Cardinale Carlo Sacconi
- Cardinale Edward Henry Howard
- Cardinale Mariano Rampolla del Tindaro
- Cardinale Rafael Merry del Val
- Cardinale Achille Locatelli

La successione apostolica è:
- Vescovo Giuseppe Ballerini (1924)